# 川並汪一
川並 汪一（かわなみ おういち、1943年4月12日 - ）は、日本の病理学者。茨城県生まれ。

## 来歴
日本医科大学卒。大学院では臨床病理診断学、電子顕微鏡診断学が専門で、修了後にヨーロッパやアメリカの研究施設で経験を積み、日本医科大学に戻り大学院教授になった。肺胞壁や肺がん、「肺肉芽腫性疾患の鑑別診断」、「肺の微小血管内皮細胞のcDNA作製と特異プローブの検討」、「肺胞壁の繊維過程における血管内皮細胞の役割について」等を研究。
1997年、日本医科大学大学院教授を経て緒方知三郎設立の日本医科大学老人病研究所（現・日本医科大学先端医学研究所）所長になる。高橋修和の後を継ぎ、2007年、一般社団法人老人病研究会会長に就任、現在に至る。
日本医科大学老人病研究所で所長を務めていたとき、文科省社会連携事業として「街ぐるみ認知症相談センター」を開設する。その活動の一つで2009年に開催した認知症国際フォーラム「東洋医学が認知症に挑む」では、鍼灸と漢方治療が認知症治療に効果的であることを紹介。脳の海馬を活性化し、認知症治療に効果的な治療法天津中医薬大学の韓景献教授とともに三焦鍼法Gold-QPD治療法を日本の鍼灸師へ教育、臨床研究、普及を行う。
その後、より本格的な中医学展開のために新宿漢方クリニックを開業。西洋医学を基盤としながら、患者の症状に応じ調合したオーダーメイドの漢方生薬の処方、特別な鍼灸などを活用した治療を開始。鍼灸師の卒後教育が研究的に機能していない現状に問題意識を感じ、老人病研究会に認知症専門鍼灸師資格Gold-QPD鍼灸師育成講座を開設し、教育を通じて鍼灸師の卒後教育と、医学論文のアプローチを中心とした科学的研究を推進している。

## 経歴
1969年
日本医科大学卒
1973年
日本医科大学大学院病理学卒
1973年-1975年
ベルギールーベン・カトリック総合大学医学部留学
1977年-1981年
アメリカ合衆国国立衛生研究所（NIH）留学
日本医科大学復帰、健康診断カウンセリング・コンサルテーション
WHO（世界保健機構）西太平洋事務局temporaryアドバイサー
1997年
日本医科大学大学院教授、日本医科大学老人病研究所所長
2007年
戦略的基盤研究・社会連携研究（認知症街ぐるみ支援ネットワーク）事業代表（文部科学省）
一般社団法人老人病研究会会長（兼務）
ハルビン医科大学学位審査特別委員
2008年
第1回認知症国際フォーラム開催（有楽町東京国際フォーラム）
2009年
第2回　認知症国際フォーラム（川崎市中原区エポック中原）
2009年
日本医科大学定年退職・名誉教授
中国瀋陽市顧問
2010年
北海メディカルネットワーク赤坂クリニック（本部）総院長
社団法人老人病研究会認知症Gold-QPD育成講座推進委員会代表
2011年
中国北京中医薬大学東方病院客員教授
刑事施設の不服審査調査検討会メンバー（法務省）